# Guilhem Augier Novella
Guilhem ou Guillem Augier Novella, dit aussi Augier de Vianes ou Ogier de Vienne ou Augier de Sant Donat ou Ogier de Saint-Donat (v. 1185 Saint-Donat-sur-l'Herbasse - ?), est un troubadour dauphinois de langue occitane ayant principalement vécu en Lombardie. Neuf de ses compositions nous sont parvenues.